# Асинхронизированная синхронная машина
АСМ — асинхронизированная синхронная машина (разновидность машины двойного питания).
Основным отличием АСМ от обычной синхронной машины, является наличие двух обмоток возбуждения, расположенных вдоль и поперёк оси. Поэтому ротор АСМ имеет в сущности двухфазную обмотку. В нормальном режиме ротор питается постоянным током, этот режим ничем не отличается от режима работы обычной синхронной машины. Однако в аварийных режимах, когда синхронное вращение ротора с полем статора нарушается (короткие замыкания в сети, качания ротора и пр.), обмотки возбуждения питаются переменными токами частоты скольжения, сдвинутыми по фазе на 90°, вследствие чего получается поле возбуждения, вращающееся относительно ротора. Частота токов возбуждения регулируется автоматически и непрерывно таким образом, что поля возбуждения и якоря вращаются синхронно, благодаря чему они создают вращающий момент постоянного знака. В результате машина не выпадает из синхронизма и устойчивость её работы повышается, что и составляет преимущество данной машины.
По своей природе рассмотренная машина относится к машине двойного питания. Для реализации указанного преимущества этой машины кратность (потолок) напряжения возбуждения должна быть высокой (4-5) и надо применять регуляторы сильного действия. Питание обмоток возбуждения целесообразно осуществлять от преобразователей частоты.
Преимущества: высокая устойчивость к выпадению из синхронизма
Недостатки: значительная дороговизна системы контроля и управления
Идею АСМ предложил советский инженер электромашиностроитель А. А. Горев.